# 築城村
築城村（ついきむら）は、福岡県築上郡に存在した村。現在は築上町西部に組み込まれ、日豊本線築城駅周辺の市街地を成す。

## 歴史
- 1889年（明治22年）4月1日 - 町村制施行により築城郡築城村・上別府村・下別府村・弓ノ師村・船迫村・広末村・小山田村の区域をもって築城村が成立。
- 1896年（明治29年）4月1日 - 郡の統合により築上郡の所属となる[1]。
- 1955年（昭和30年）4月1日 - 下城井村、上城井村の3村で新設合併し、築城町が発足。同日築城村廃止。